# Collectif le peuple des dunes
 (juillet 2023).
 (juin 2022).
Le Collectif le peuple des dunes est un collectif citoyen créé le 28 décembre 2006, afin lutter contre un projet d'extraction de granulat dans la baie de Quiberon.

## Organisation

### Gouvernance
Le collectif se présente comme citoyen.
Lors de l'assemblée constitutive du 28 décembre 2006 à Gâvres, la gouvernance du collectif est confiée à l’Association de Sauvegarde et de Protection du Littoral de la Presqu’île de Gâvres (ASPLPG). Cette association locale, est l'auteur du « message d'alerte» citoyenne, elle est membre, du comité de pilotage Natura 2000 mis en place pour le Grand site dunaire Gâvres-Quiberon, et de la commission de suivi du projet d'extraction de sables marins dénommé « Per Sud Lorient ». L'ASPLPG a pour président André Berthou, patron pêcheur en retraite, et pour vice-président Jean Grésy, avocat. L'association gâvraise a déjà entrepris des opérations de communication sur le sujet notamment au salon nautique avec le navigateur Jimmy Pahun qui devient le premier porte parole du collectif le Peuple des dunes, c'est au lendemain de la manifestation du 25 mars 2007, sur la plage de Kerhillio à Erdeven, qu'Alain Bonnec, conseiller municipal d'Erdeven, accepte de prendre la suite de Jimmy Pahun comme porte parole du collectif. Les ressources humaines des autres associations sont utilisées par intégration des bénévoles au groupe pilote qui se constitue, les compétences multiples sont optimisées en laissant à chacun un maximum d'autonomie d'initiatives en fonction de son champ d'action et de ses réseaux.

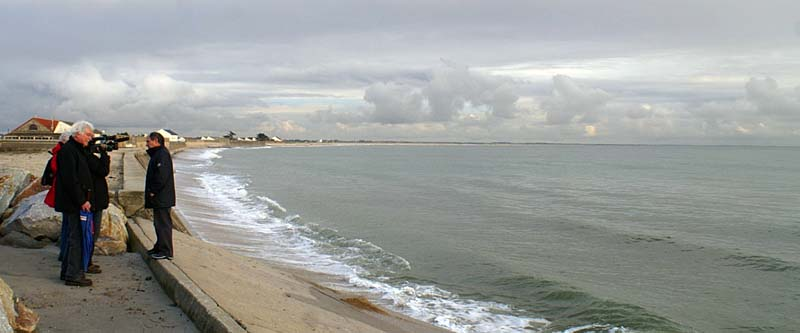
Interview d'André Berthou par ARTE, sur la digue de Gâvres

### Objectifs
Dès sa création, le groupe pilote du collectif le Peuple des dunes ne sous-estime pas l'intelligence et les moyens du pétitionnaire, il situe résolument son action dans le cadre de la citoyenneté et d'un Développement durable et solidaire, conscient qu'il faut éviter l'écueil du « syndrome Nimby », il s'agit d'argumenter en utilisant les ressources d'expertise des « pratiques locaux » comme complément des ressources et avis scientifiques recherchés dans le département, la région, et ailleurs dans le monde. Le Collectif doit être capable, de pédagogie et conviction pour mobiliser des habitants appartenant à des « mondes » différents voir opposés, actifs, retraités, professionnels de la mer, plaisanciers, plongeurs, surfeurs, propriétaires, élus de gauche, du centre, de droite, seul le nombre fera poids. Il faut aussi avoir la capacité de répondre à l'actualité proposée par les différents intervenants, notamment les services de l'État chargés du dossier et les pétitionnaires représentés essentiellement par une « cellule active » du groupe cimentier Lafarge, agissant dans le domaine de la recherche, de la communication et du lobbying. L'objectif final est bien le retrait du projet d'extraction dénommé Per Sud Lorient, mais également, d'une manière plus globale, d'attirer l'attention : sur les dangers de l'extraction de sables en mer dans une zone proche du littoral, ressource des métiers de la mer; sur les manques de la recherche dans le domaine des conséquences de l'extraction sur le milieu marin et le littoral; sur les risques et dérives possibles d'une recherche financée et dirigée par un pétitionnaire; sur la raréfaction de la ressource en sable (granulat) et la prise en compte de ce nouveau paramètre dans l'urbanisme, notamment de la zone côtière.

### Actions
Le collectif a mené des actions de communication et d'information, à travers un site-blog internet où il a publié des communiqués, et à l'occasion d'interventions dans les médias locaux et nationaux, dans lesquels il a fait l'objet d'articles et reportages. Il a fait circuler une pétition au format papier et en ligne et a organisés des manifestations de type Fest-noz. Il a intenté des actions en justice auprès du tribunal administratif contre le Per Sud Lorient. Le collectif a lancé des actions de sensibilisations avec l'organisation de réunions publiques dans les communes du littoral morbihannais, et la tenue de stands dans certaines manifestations comme au village solidaire du Festival interceltique de Lorient. Il a organisé des conférences, avec par exemple Pierre Mollo. 

## Historique

### Origine
En 2005, les groupes cimentiers Lafarge et Italcementi initie un projet d'extraction de granulat dans la baie de Quiberon dénommé « Per Sud Lorient ». Un arrêté du 3 mai 2005 accordant un permis exclusif de recherches de sables et graviers siliceux marins est publié dans ce sens.
Ce projet est situé au large des zones naturelles du réseau Natura 2000, le Grand site « Massif dunaire Gâvres-Quiberon et zones humides associées », et celui de la ria d'Étel. 
L'ASPLPG a notamment exploré les conséquences possibles du projet avec d'autres « initiés » : associations environnementales, élus locaux, scientifiques, etc. En 2006, l'ASPLPG, constatant les difficultés à se faire entendre dans le cadre de la procédure officielle et le manque de volonté institutionnelle à engager un débat participatif large, décide de mobiliser l'opinion publique en diffusant plusieurs documents accompagné d'une lettre « Ceci est un message d’alerte ».

### Création du Collectif & Charte d'adhésion
L'alerte, largement relayé sur le terrain et sur internet, permet de mobiliser localement ainsi qu'au-delà des limites géographiques du département du Morbihan. Le 28 décembre 2006, à Gâvres, une réunion d'information a lieu dans le cadre de l'assemblée générale de l'ASPLPG. Ouverte au public, elle réunit notamment des représentants d'associations et de groupements d'associations ainsi que des élus. Ils décident la création d'un collectif dénommé « Le Peuple des dunes ». La création du collectif est confirmée lors de la réunion du 27 janvier 2007, avec notamment la publication de la Charte d'adhésion au collectif Le Peuple des dunes.
« Les principes de la Charte de l’environnement, désormais élevés au rang de principes constitutionnels font un devoir, à tous les citoyens, de défendre la nature, en vue d’un développement durable. Face au projet d’extraction de sable et granulats marins par les sociétés des cimentiers dénommés groupe Lafarge et Italcementi, dans des sites classés Natura 2000, entre Gâvres, Belle-Ile, Groix et Quiberon, les signataires du présent engagement considèrent qu’ils se trouvent en état de nécessité. pour s’allier et promouvoir ensemble, sans esprit partisan, ni polémique, une défense collective dans le respect de leurs valeurs, consacrées par l’objet de leur statut respectif. Agissant désormais solidairement, elles mettront en commun tous les moyens utiles en vue de la protection des personnes, des activités et des biens de toute la région concernée et de l’intérêt général, pour les générations actuelles et futures et pour la préservation de la planète. Vivant ou travaillant derrière, sur ou devant les dunes, ils décident de se retrouver sous l’appellation «Le Peuple des Dunes». Fait et décidé ensemble à Gâvre le 27 janvier 2007. »
— Collectif le peuple des dunes, Charte d'adhésion

### Manifestation du 25 mars 2007
Après plusieurs mois de mobilisations, le dimanche 25 mars 2007 les manifestants convergent vers la plage de Kerhilio à Erdeven. Au fur et à mesure des arrivées, ils sont invités à se placer dans les lettres tracées sur le sable, et à patienter jusqu'au passage des avions où ont pris places plusieurs photographes et cadreurs. Le soir même l'image de la fresque humaine, écrivant « PEUPLE DES DUNES » sur le sable, passe dans le journal de 20h des grandes chaines de la télévision française : TF1 et France 2 . Le lendemain, le quotidien Ouest-France écrit « Pari réussi pour le collectif du Peuple des dunes. Hier après-midi, 12 000 manifestants ont dit à Erdeven (Morbihan) leur refus du projet d'extraction de sable ». 

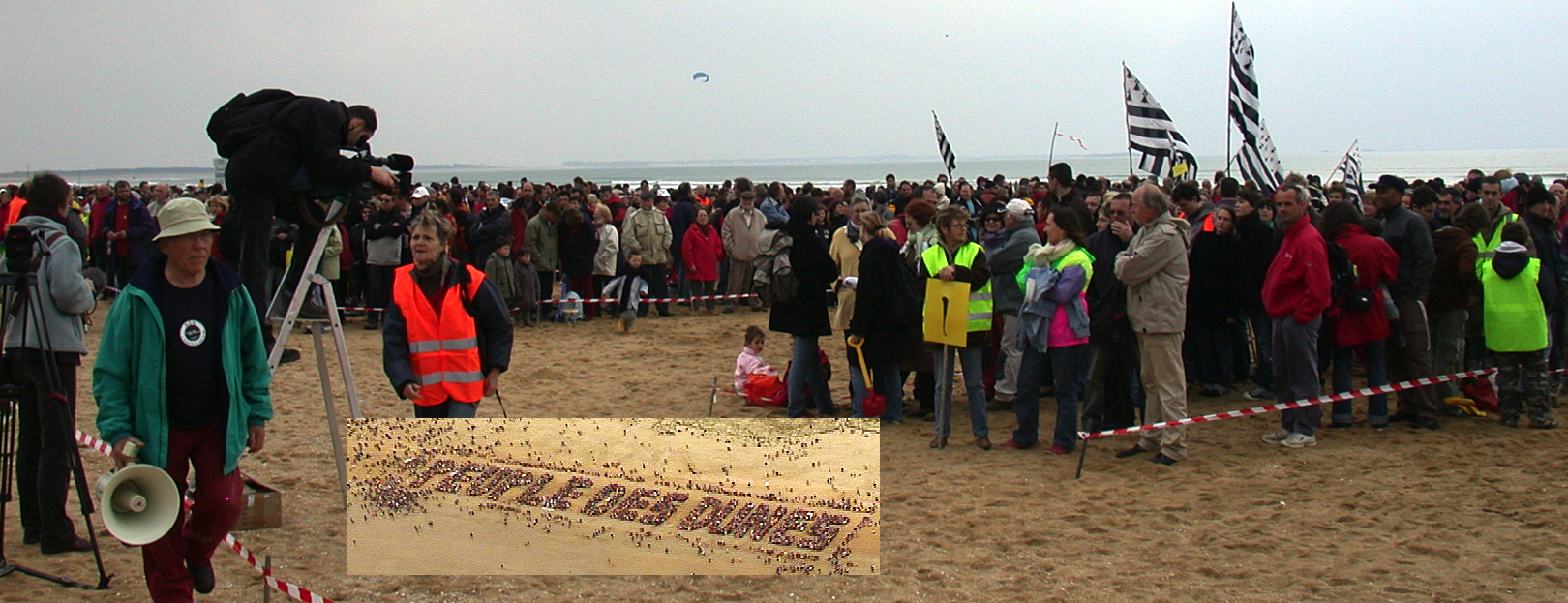
Le Peuple des dunes sur la plage d'Erdeven, Serge Lequer règle la mise en scène.

Avant un épilogue musical, des discours sont prononcés, inscrivant ce combat local avec celui plus global pour le Développement Durable et Solidaire. Jean Grésy rappelle que le site de la manifestation avait été, le 30 mars 1975, le théâtre d'une marche ayant rassemblé 15 000 manifestants s'opposant à l'installation d'une centrale nucléaire, et ayant précédé les manifestations de Plogoff. Parmi les manifestants présents en 2007, certains avaient participé à la marche de 1975. 
« Ici, ce soir, est né un mouvement citoyen issu de la société civile, sans attaches partisanes, mû uniquement par le désir de préserver la nature et l'environnement. Ce mouvement prend naissance là même où, voici 30 ans, un projet de défiguration du site par la construction d'une centrale nucléaire a été mis en échec par la mobilisation des hommes de progrès. Ici, ce soir, se forge l'espérance : nous n'étions au début qu'une petite poignée d'hommes libres et résolus. « j'ai rencontré ce matin devant la haie de mon champ une troupe de marins, d'ouvriers, de paysans ». Ils ont été rejoints ici par des femmes et des enfants, par des actifs et des retraités. Ce n'est plus une troupe. C'est un peuple debout qui se lève et qui marche. C'est un peuple fort de la conviction qu'il a de la légitimité de ce combat. Ce peuple : c'est le peuple des dunes. »
— Jean Grésy, Extrait discours d'Erdeven

### Abandon du projet
Début juillet 2009 la société Lafarge Granulats abandonne le projet après un avis défavorable du préfet maritime et la sortie de l'avis du Comité Scientifique Indépendant.
En 2016, une manifestation est réalisée contre un projet d'extraction menée par la Compagnie Armoricaine de Navigation.